# Lijst van Eerste Kamerleden voor de VVD
Een overzicht van alle (voormalige) Eerste Kamerleden voor de Volkspartij voor Vrijheid en Democratie (VVD).

## Lijst
| Eerste Kamerlid                              | Begindatum        | Einddatum         |
| -------------------------------------------- | ----------------- | ----------------- |
| Gijs van Aardenne                            | 13 juni 1995      | 9 augustus 1995   |
| Micky Adriaansens                            | 11 juni 2019      | 10 januari 2022   |
| Alfred Arbouw                                | 11 juni 2019      | 12 juni 2023      |
| Edward Asscher                               | 12 juni 2007      | 7 juni 2011       |
| Jan Baas                                     | 8 november 1960   | 9 juni 1981       |
| Pim van Ballekom                             | 11 juni 2019      |                   |
| Henk Beckers                                 | 7 juni 2011       | 8 juni 2015       |
| Pol de Beer                                  | 10 januari 1995   | 12 juni 1995      |
| Pol de Beer                                  | 5 september 1995  | 9 juni 2003       |
| Caspar van den Berg                          | 18 januari 2022   | 10 september 2024 |
| Sidney James van den Bergh                   | 17 september 1963 | 9 mei 1971        |
| Steven Edzo Broeils Bierema                  | 27 juli 1948      | 13 februari 1950  |
| Marbeth Bierman-Beukema toe Water            | 8 juni 1999       | 11 juni 2007      |
| Ger Biermans                                 | 10 juni 2003      | 7 juni 2011       |
| Cobi de Blécourt-Maas                        | 18 april 2000     | 9 juni 2003       |
| Mirjam de Blécourt                           | 11 juni 2019      | 12 juni 2023      |
| Ton van Boven                                | 3 juni 1980       | 9 juni 1981       |
| Ton van Boven                                | 30 november 1982  | 12 juni 1995      |
| Ted Braakman                                 | 23 juni 1987      | 10 juni 1991      |
| Willem Bröcker                               | 7 juni 2011       | 8 juni 2015       |
| Nicoline van den Broek-Laman Trip            | 7 september 1993  | 11 juni 2007      |
| Ankie Broekers-Knol                          | 2 oktober 2001    | 10 juni 2019      |
| Jan Anthonie Bruijn                          | 6 november 2012   |                   |
| Reina de Bruijn-Wezeman                      | 21 maart 2017     | 12 juni 2023      |
| Eric van der Burg                            | 11 juni 2019      | 10 januari 2022   |
| Marten Burkens                               | 13 september 1983 | 22 juni 1987      |
| Dick Dees                                    | 13 juni 1995      | 11 juni 2007      |
| Daniël Appolonius Delprat                    | 18 maart 1958     | 15 september 1969 |
| Heleen Dupuis                                | 8 juni 1999       | 8 juni 2015       |
| Anne-Wil Duthler                             | 12 juni 2007      | 26 april 2019     |
| Wim van Eekelen                              | 13 juni 1995      | 9 juni 2003       |
| Frans Feij                                   | 17 september 1974 | 22 juni 1987      |
| Paulien Geerdink                             | 11 juni 2019      | 21 juni 2023      |
| Paulien Geerdink                             | 12 oktober 2023   | 30 juni 2025      |
| Molly Geertsema                              | 13 september 1983 | 22 juni 1987      |
| Leendert Ginjaar                             | 25 augustus 1981  | 9 juni 2003       |
| Fred de Graaf                                | 10 juni 2003      | 8 juni 2015       |
| John van Graafeiland                         | 13 september 1983 | 2 juni 1986       |
| John van Graafeiland                         | 23 juni 1987      | 7 juni 1999       |
| Frank de Grave                               | 7 juni 2011       | 3 september 2018  |
| Geert de Grooth                              | 6 november 1956   | 28 februari 1958  |
| Robert de Haze Winkelman                     | 13 juni 1995      | 7 juni 1999       |
| Han Heijmans                                 | 22 juni 1982      | 7 juni 1999       |
| Henk Heijne Makkreel                         | 29 maart 1977     | 7 juni 1999       |
| Guus van Hemert tot Dingshof                 | 25 september 1973 | 9 juni 1981       |
| Loek Hermans                                 | 12 juni 2007      | 2 november 2015   |
| Jan van Heukelum                             | 13 juni 1995      | 11 juni 2007      |
| Lammert Hilarides                            | 11 juni 1991      | 4 april 2000      |
| Willem Hoekzema                              | 10 juni 2003      | 11 juni 2007      |
| Bart Hofman                                  | 21 september 1982 | 22 juni 1987      |
| Pieter Hofstra                               | 12 juni 2007      | 7 juni 2011       |
| Helmi Huijbregts-Schiedon                    | 12 juni 2007      | 10 juni 2019      |
| Ad de Jager                                  | 13 juni 1995      | 7 juni 1999       |
| Ad de Jager                                  | 11 april 2000     | 9 juni 2003       |
| Gerbrand de Jong                             | 17 september 1974 | 9 juni 1981       |
| Annemarie Jorritsma                          | 9 juni 2015       | 12 juni 2023      |
| Marian Kaljouw                               | 13 juni 2023      |                   |
| Elsabe Kalsbeek-Schimmelpenninck van der Oye | 10 juni 2003      | 11 juni 2007      |
| Frank van Kappen                             | 12 juni 2007      | 10 juni 2019      |
| Niek Ketting                                 | 13 juni 1995      | 11 juni 2007      |
| Jan Keunen                                   | 26 oktober 2020   | 12 juni 2023      |
| Tanja Klip-Martin                            | 12 juli 2016      |                   |
| Liesbeth Kneppers-Heynert                    | 8 juni 1999       | 9 juni 2003       |
| Liesbeth Kneppers-Heynert                    | 12 juni 2007      | 8 juni 2015       |
| Menno Knip                                   | 26 oktober 2010   | 10 juni 2019      |
| Frits Korthals Altes                         | 10 juni 1981      | 3 november 1982   |
| Frits Korthals Altes                         | 11 juni 1991      | 1 oktober 2001    |
| Hans de Koster                               | 20 september 1977 | 15 mei 1980       |
| Pauline Krikke                               | 9 juni 2015       | 16 maart 2017     |
| Dian van Leeuwen-Schut                       | 11 juni 1991      | 31 december 1994  |
| Marjolein van der Linden                     | 14 januari 2025   |                   |
| Michel Lodewijks                             | 13 juni 1995      | 7 juni 1999       |
| Aarnout Loudon                               | 13 juni 1995      | 7 juni 1999       |
| Herman Derk Louwes                           | 7 maart 1950      | 7 oktober 1960    |
| Hendrik Jan Louwes                           | 5 juni 1963       | 31 augustus 1979  |
| Paul Luijten                                 | 13 juni 1995      | 11 juni 2007      |
| David Luteijn                                | 13 september 1983 | 12 juni 1995      |
| Henk Jan Meijer                              | 12 juli 2016      |                   |
| Anthonie Nicolaas Molenaar                   | 27 juli 1948      | 20 november 1958  |
| Cees van den Oosten                          | 10 juni 2003      | 11 juni 2007      |
| Arie Pais                                    | 20 september 1977 | 18 december 1977  |
| Arie Pais                                    | 25 augustus 1981  | 15 juni 1982      |
| Koen Petersen                                | 13 juni 2023      |                   |
| Carel Polak                                  | 11 mei 1971       | 28 maart 1977     |
| Minus Polak                                  | 15 juni 1976      | 19 september 1977 |
| Jaap Rensema                                 | 13 juni 1995      | 9 juni 2003       |
| Jos van Rey                                  | 7 juni 2011       | 22 oktober 2012   |
| Harm van Riel                                | 6 november 1956   | 4 juni 1963       |
| Harm van Riel                                | 2 juli 1963       | 3 juni 1976       |
| Fransje Roscam Abbing-Bos                    | 13 juni 1995      | 9 juni 2003       |
| Uri Rosenthal                                | 8 juni 1999       | 14 oktober 2010   |
| Cees van de Sanden                           | 27 juni 2023      | 11 oktober 2023   |
| Cees van de Sanden                           | 24 september 2024 |                   |
| Sybe Schaap                                  | 12 juni 2007      | 10 juni 2019      |
| Edith Schippers                              | 20 juni 2023      | 14 januari 2025   |
| Johan Schlingemann                           | 17 september 1974 | 15 september 1980 |
| Johan Schlingemann                           | 2 december 1980   | 9 juni 1981       |
| Koos Schouwenaar                             | 7 juni 2011       | 10 juni 2019      |
| Jo Schouwenaar-Franssen                      | 6 november 1956   | 23 juli 1963      |
| Jo Schouwenaar-Franssen                      | 20 september 1966 | 9 mei 1971        |
| Haya van Someren-Downer                      | 17 september 1974 | 11 november 1980  |
| Dirk Stikker                                 | 27 juli 1948      | 6 augustus 1948   |
| Karin Straus                                 | 1 juli 2025       |                   |
| Tom Struick van Bemmelen                     | 13 september 1983 | 22 juni 1987      |
| Ben Swagerman                                | 7 juni 2011       | 9 juni 2015       |
| Ben Swagerman                                | 10 november 2015  | 12 juli 2016      |
| Paula Swenker                                | 8 juni 1999       | 7 juni 2011       |
| Henk Talsma                                  | 23 juni 1987      | 7 juni 1999       |
| Govert van Tets                              | 20 september 1977 | 9 juni 1981       |
| Govert van Tets                              | 30 juni 1981      | 22 juni 1987      |
| Marius Varekamp                              | 13 juni 1995      | 9 juni 2003       |
| Els Veder-Smit                               | 25 augustus 1981  | 10 juni 1991      |
| Tom Veen                                     | 18 september 1979 | 12 september 1983 |
| Mart van de Ven                              | 9 juni 2015       | 10 juni 2019      |
| Jan Verbeek                                  | 13 september 1983 | 7 juni 1999       |
| Pieter Gerard van de Vliet                   | 20 september 1960 | 9 mei 1971        |
| Rian Vogels                                  | 13 juni 2023      |                   |
| Louise Vonhoff-Luijendijk                    | 24 januari 1978   | 10 juni 1991      |
| Lucas Vos                                    | 18 januari 2022   | 12 juni 2023      |
| Reint Hendrik de Vos van Steenwijk           | 18 september 1951 | 4 juni 1963       |
| Jan Reinier Voûte                            | 24 februari 1976  | 15 september 1980 |
| Willem Carel Wendelaar                       | 25 augustus 1948  | 3 november 1956   |
| Ym van der Werff                             | 16 september 1969 | 17 juni 1993      |
| Roel Wever                                   | 11 september 2018 | 16 oktober 2020   |
| Jan-Kees Wiebenga                            | 20 september 1977 | 15 september 1982 |
| Hans Wiegel                                  | 13 juni 1995      | 31 maart 2000     |
| Bob de Wilde                                 | 6 november 1956   | 31 januari 1976   |
| Johan Witteveen                              | 23 december 1958  | 4 juni 1963       |
| Johan Witteveen                              | 8 juni 1971       | 31 augustus 1973  |
| Guus Zoutendijk                              | 11 mei 1971       | 22 juni 1987      |